# Philadelphia Phantoms
Philadelphia Phantoms – amerykański klub hokejowy z siedzibą w Filadelfii działający w latach 1996-2009, grający w American Hockey League.

## Historia
Drużyna podlegała zespołowi Philadelphia Flyers (NHL) oraz miała własną filię Trenton Titans (ECHL).
Od 2009 do 2014 kontynuatorem był klub Adirondack Phantoms, a od 2014 Lehigh Valley Phantoms.

## Osiągnięcia
- Mistrzostwo dywizji: 1997, 1998, 1999, 2004
- Mistrzostwo konferencji: 1998, 2005
- Mistrzostwo w sezonie zasadniczym: 1997, 1998
- Frank Mathers Trophy: 1997, 1998, 1999
- F.G. „Teddy” Oke Trophy: 2004
- Puchar Caldera: 1998, 2005